# 해먼드 오르간

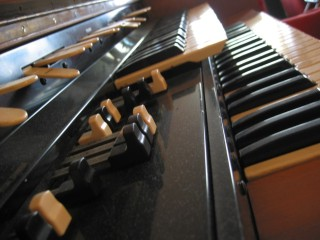
Hammond L-100

해먼드 오르간(Hammond organ) 또는 하몬드 오르간은 로렌드 해먼드가 1934년에 발명하여 해먼드 오르간 사가 제조한 전자 오르간이다.
1934년 미국 사람 로렌스 해먼드가 발표한 전자식 발진회로(發振回路)를 가진 오르간이다. 본래 파이프 오르간을 모방한 악기로서 장작부(裝作部)의 형상이나 주법은 파이프 오르간과 거의 같다. 모터로 톤 휠(Tone wheel)이라고 하는 톱니바퀴 같은 돌기점(突起点)이 있는 강철제의 원판을 회전시켜 그 돌기점이 가까이 장치된 자극(磁極)의 끝을 통과할 때마다 교류(交流)가 흘러 전기 진동이 발생한다. 이 진동이 순음(純音)에 상당하는 것으로 이러한 몇 개의 진동을 겹쳐 배음(倍音)을 가진 여러 가지 음빛깔의 악음(樂音)을 합성한다. 표준적인 것은 91개의 발진회로가 있으며 트레몰로 효과 외에 잔향제어장치(殘響制御裝置)가 있으며 연주장소의 물리적 조건에 관계없이 자유로이 잔향을 조절할 수 있다. 연주회용의 것에서부터 가정용까지 여러 가지가 있으며 경음악에서도 일부분을 이루고 있다.
1960년대부터 교회에 파이프 오르간의 대용으로 저렴하게 팔리는 동안, 해먼드 오르간은 사실상 재즈, 블루스, 록 음악, 가스펠 음악의 기초가 되었다.